# Hervormde kerk (Hien)
De Hervormde kerk  is een kerkgebouw in de Nederlandse buurtschap Hien, provincie Gelderland. De kerk is gelegen aan de Waalbandijk en is sinds 2019 in particulier bezit.

## Geschiedenis
In 1188 behoorde Hien tot de parochie Dodewaard. Rond 1300 zou Hien een zelfstandige parochie worden, met een eigen kerkgebouw. De kerkenlijst van de Utrechtse Dom vermeldt de kerk van Hien in 1395. In de kerk werd in 1358 een altaar voor Sint Nicolaas gesticht.
In 1603 werd de eerste hervormde predikant benoemd.
In 1641 brandde de toren af. Het duurde tot 1787 voordat de toren werd hersteld. Toen werd de toren tevens van een spitsdak voorzien.
In 1842 werden het middeleeuwse koor en schip afgebroken. Op een tekening uit die periode, gemaakt door Eyck van Zuylichem, blijkt dat het oude kerkgebouw was opgetrokken uit onregelmatige stenen, met aan elke zijde van het schip vier rondboogvensters. Het nieuwe kerkgebouw werd tegen de oude toren aangebouwd in neogotische stijl, op de fundamenten van de oude kerk.
De laatste kerkdienst werd gehouden op 4 november 2018.

## Beschrijving
De bakstenen toren is rond 1400 gebouwd. In ieder geval sinds 1787 bezit de toren een puntig spitsdak, bedekt met leisteen. De toren heeft drie geledingen.
Het neogotische kerkgebouw dateert uit 1842 en heeft een driezijdig koor zonder vensters. De onderste 115 centimeter van de muren zijn nog van de middeleeuwse voorganger. Aan de noordzijde van de kerk bevindt zich de consistoriekamer.
In de toren hing oorspronkelijk een klok die in 1725 was gegoten. De klok is later naar het gemeentehuis overgebracht. De huidige luidklok is in 1950 geplaatst. Tevens bevindt zich in de toren nog het mechanische torenuurwerk van J. van der Kerkhof uit Aarle-Rixtel; dit uurwerk is later voorzien van een elektrische opwinding.
In de kerk bevindt zich een orgel uit 1895, gemaakt door Gerrit van Druten uit Hemmen.
De toren is een rijksmonument. Dit geldt ook voor een deel van de inventaris: de 17e-eeuwse koperen kaarsenarm aan de preekstoel, de vier 17e-eeuwse koperen kronen, en het 16e-eeuwse doopvont. Die laatste ligt overigens op het kerkhof. Een van de koperen kronen is na diefstal vervangen door een nieuw exemplaar.
De begraafplaats rond de kerk is een algemene begraafplaats die onderhouden wordt door de gemeente Neder-Betuwe. Er zijn circa 350 graven. 